# جمعية هواة جمع الطوابع الشرقية في لندن
جمعية هواة جمع الطوابع الشرقية في لندن (بالإنجليزية: Oriental Philatelic Association of London)، هي جمعية سابقة لهواة جمع الطوابع يتخصص أعضاؤها في مجال جمع الطوابع في المنطقة التي تغطيها الإمبراطورية العثمانية السابقة والدول المحيطة بشرق البحر الأبيض المتوسط من ليبيا إلى يوغوسلافيا.

## تاريخ
تأسست الجمعية في 8 نوفمبر 1949 في اجتماع عقد في مقر دار المزادات هارمرز (بالإنجليزية: Harmers) في لندن. كان عدد الأعضاء المؤسسين 25 عضوًا وكان أكثرهم من مصر والسودان، ولكن العضوية سرعان ما توسعت وأصبحت الجمعية تركز بشكل أساسي على الطوابع البريدية في أقاليم الإمبراطورية العثمانية والمناطق المحيطة بها.
في أواخر سبعينيات القرن العشرين، انخفض عدد الأعضاء إلى أقل من 100، ولكن تم تنشيط الجمعية بعد اجتماع عقد في معرض لندن الدولي للطوابع عام 1980 ‏ وبعد ذلك تم تعيين لجنة جديدة واعتماد لائحة جديدة.
في عام 1999، قدم أعضاء الجمعية عرضًا أمام أعضاء الجمعية الملكية لهواة الطوابع للاحتفال بالذكرى الخمسين لتأسيسها، حيث بلغ عدد أعضائها في ذلك الوقت 275 عضوًا.
في عام 2000، بالتعاون مع جمعية هواة جمع الطوابع في الأرض المقدسة، نشرت الجمعية تاريخ مكاتب البريد الميدانية العثمانية في فلسطين من عام 1914 إلى عام 1918 استنادًا إلى مجموعة ألكسندر كولكسيونو. تم تحرير الكتاب من قبل كمال جيراي وجيف إرتوغرول بنصّ تركي وإنجليزي متوازي. تم دعم نشر هذا الكتاب بمنحة من مؤسسة التاريخ الاقتصادي والاجتماعي في تركيا.
نشرت الجمعية بانتظام دورية باللغة الإنجليزية باسم "The Opal Journal" والتي صدر عددها الأخير في أغسطس 2023.
في السنة الأخيرة للجمعية، بلغ عدد الأعضاء 132 عضو.
تم حلّ الجمعية في أواخر عام 2023.

## روابط خارجية
- الموقع الرسمي (نسخة مؤرشفة)